# Société canadienne de la sclérose en plaques
Pour les articles homonymes, voir Société de la sclérose en plaques.
Fondée en 1948, la Société canadienne de la sclérose en plaques fait la promotion de la recherche sur la sclérose en plaques (SEP) et offre de l'éducation et des services aux personnes atteintes de SEP afin d'améliorer leur qualité de vie, ainsi qu'à leurs familles et leurs aidants naturels. La société a pour mission de chercher un remède contre cette maladie.
La Société est dirigée par un conseil d'administration national composé de 27 membres bénévoles qui sont élus chaque année. Les sept divisions régionales et près de 120 sections sont également régies par des conseils d'administration de bénévoles élus.
La société compte 28 000 membres. Le siège social est à Toronto, en Ontario. Les bureaux de la division sont situés à Dartmouth, à Montréal, à Toronto, à London, à Winnipeg, à Regina, à Edmonton et à Burnaby.